# Distrito de Manuel Antonio Mesones Muro
El distrito de Manuel Antonio Mesones Muro, originalmente llamado distrito de Tres Tomas es uno de los seis que componen la provincia de Ferreñafe en el departamento de Lambayeque en el Norte de Perú.  
Desde el punto de vista jerárquico de la Iglesia católica, forma parte de la diócesis de Chiclayo.

## Historia
El distrito fue creado mediante Ley del 17 de febrero de 1951, en el gobierno del Presidente Manuel A. Odría.

## Geografía
- Capital: Manuel Antonio Mesones Muro.
- Extensión geográfica: 200,57 km².
- Altura: 62 m.

## Autoridades

### Municipales
- 2015-2018[2]
  - Alcalde: [[Jose mercedes

ramires|Jose mercedes ramires]], del Partido Alianza para el Progreso (APP).
- - Regidores: Manuel Gregorio Piscoya Casas (APP), Jorge Luis Yampufe Jurupe (APP), Rosa Lucrecia Alvarado Manay (APP), María Cecilia Parraguez Macalopú (APP), Juan Loaysa Gamonal (Acción Popular).
- 2011-2014[3]
  - Alcalde: José Mercedes Ramírez Huamán, Partido Acción Popular (AP).
  - Regidores: Manuel Gregorio Piscoya Casas (AP), Merly Mercedes Zulueta Manayay (AP), Santiago Guevara Rojas (AP), Oscar Quispe Suclupe (AP), Eduardo Moreno Capitán (Alianza para el Progreso).

### Policiales
- Comisaría 
  - Comisario: .

### Religiosas
- Diócesis de Chiclayo[4]
  - Obispo de Chiclayo: Mons. Robert Francis Prevost, OSA[5]
- Parroquia[6]
  - Párroco: Pbro.